# Conchotopoda crassicauda
Conchotopoda crassicauda är en insektsart som beskrevs av David R. Ragge 1960. Conchotopoda crassicauda ingår i släktet Conchotopoda och familjen vårtbitare. Inga underarter finns listade i Catalogue of Life.